# Bronwater

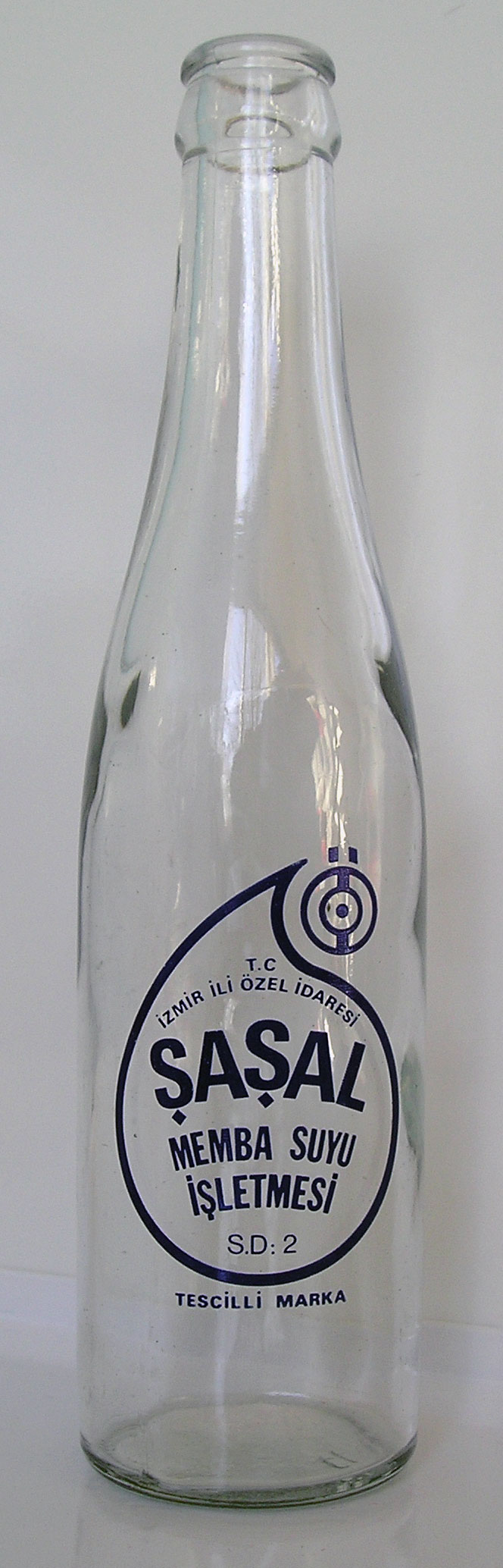
Bronwaterflesje uit Turkije

Bronwater is drinkwater dat wordt gewonnen uit natuurlijke of onderaardse bronnen.
Doorgaans wordt het niet behandeld; dat wil zeggen dat het puur gebotteld wordt. Sinds september 2003 mag bronwater wel met behulp van ozon worden gezuiverd. 
Bronwater moet in Nederland voldoen aan de drinkwaternorm. Het bevat in het algemeen iets minder chloride dan drinkwater en is, hoewel soms gewonnen uit dezelfde watervoerende laag als drinkwater, vijfhonderd tot duizend keer duurder. Bronwater kan zowel plat (zonder koolzuur) als bruisend (koolzuurhoudend) zijn. Bronwater wordt ook gebruikt als basis voor frisdranken. Een specifiek merk bronwater, in tegenstelling tot natuurlijk mineraalwater, kan wel uit verschillende bronnen komen en bevat dus geen constante samenstelling.